# Эмменеггер, Ханс
Ханс Эммене́ггер (нем. Hans Emmenegger; 19 августа 1866, Кюснахт-ам-Риги — 21 сентября 1940, Люцерн) — швейцарский художник, график, гравёр. Работал преимущественно в жанре пейзажа и натюрморта.

## Биография
Ханс Эмменеггер родился в 1866 году в городе Кюснахт-ам-Риги (кантон Швиц). Его отец был одним из совладельцев стекольного завода. Мать умерла, когда Хансу было восемь лет. Детство и юность Эмменеггер провёл в Литтау; в течение года посещал гимназию в Зарнене, затем — учительскую семинарию в Отриве (кантон Фрибур).
С 1883 по 1884 год Эмменеггер обучался в университете прикладных наук Люцерна. Затем он продолжил обучение в Париже, где посещал Академию Жюлиана и студии Гюстава Буланже, Жюля-Жозефа Лефевра и Жана-Леона Жерома. Там он познакомился с Куно Амье, Джованни Джакометти и Хуго Зигвартом, которые станут его друзьями на всю жизнь.
В 1895—1896 годах учился в Мюнхене, вначале у Карла Раупа, затем у Альберта Вельти и Бернхарда Буттерзака. В числе его учителей можно также назвать Ж.-Ж. Бенжамена-Констана и А.-Л. Дусе.
В Мюнхене Эмменеггер знакомится с художником Максом Бури и в конце 1890-х гг. отправляется вместе с ним в путешествие по Алжиру и Тунису.
В 1893 году умирает отец художника и оставляет ему имение Хердшванд (Herdschwand) в Эммене, где тот будет жить и работать до самой своей смерти.
Зимой 1895—1896 гг. Эмменеггер проходит курс гравирования у Альберта Вельти и обучается пейзажной живописи у Бернхарда Буттерзака. В начале 1900-х, после поездки в Италию, он переживает период творческого расцвета.

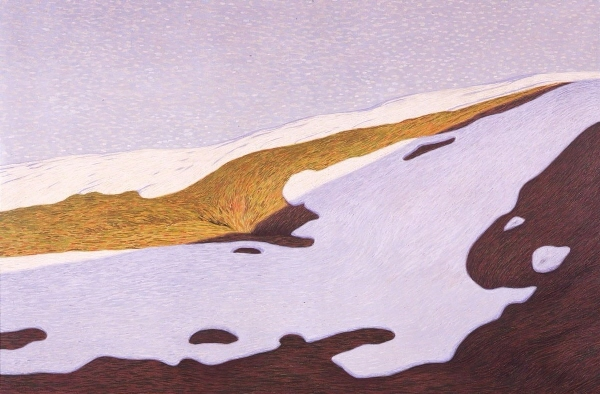
Проталина (1908/1909)

Признание к художнику приходит после первых персональных выставок в Винтертуре и Золотурне в 1905 году. Он активно участвует в художественной жизни Люцерна, становится членом различных художественных организаций и председателем люцернского общества художников, поддерживает контакт с художниками — колонистами Монте Верита. Эмменеггер также принимает участие в выставках в Швейцарии, Париже и Мюнхене, в том числе в Осеннем салоне 1906 года и в весенней выставке Мюнхенского сецессиона в 1908 году. В 1913 году его картина «Проталина» (нем. Schneeschmelze), построенная на светотеневых контрастах и выполненная в дивизионистской технике с тенденцией к упрощению и абстрактизации форм, получила золотую медаль на XI Международной художественной выставке в Мюнхене.
Помимо живописи, у Эмменеггера были и другие серьёзные увлечения. Он коллекционировал марки, фотографии, минералы и окаменелости; был известен как крупный коллекционер искусства и филателист. Кроме того, Эмменеггер был членом Швейцарского альпийского клуба.
Художник умер 21 сентября 1940 года в Люцерне.

## Творчество
Ханс Эмменеггер писал в основном пейзажи и натюрморты. В его творчестве также присутствуют изображения животных, архитектурных сооружений и обнажённой натуры, портреты и картины на исторические темы.
В 1890-е годы художник находился под влиянием Арнольда Бёклина. Он изображал пустынные, безлюдные места, проникнутые духом меланхолии. В его работах этого периода присутствуют море, скалы, руины, виллы в окружении кипарисов. Однако пейзажи Эмменеггера, в отличие от пейзажей Бёклина, имеют реальные (чаще всего итальянские) прототипы, и в них отсутствует как мифологическая символика, так и философская концепция противопоставления природного и человеческого, свойственные творчеству Бёклина.
В 1900-х годах художественным ориентиром Эмменеггера становится живопись Фердинанда Ходлера. Он всё чаще пишет горы, предпочитая, однако, не живописные панорамные виды (которые, как альпинист, неоднократно мог видеть своими глазами), а необычные «сжатые» перспективы и «низкую» точку зрения. Эмменеггер изображает, по его собственному часто цитируемому выражению, «великолепно глухую, пустынную местность» (herrlich öde, einsame Gegend). Его, как и ранее художников-импрессионистов, интересуют постоянные изменения, происходящие в природе, игра тени и света на скалах, стенах домов, стволах деревьев. Одним из излюбленных мотивов становятся облака.

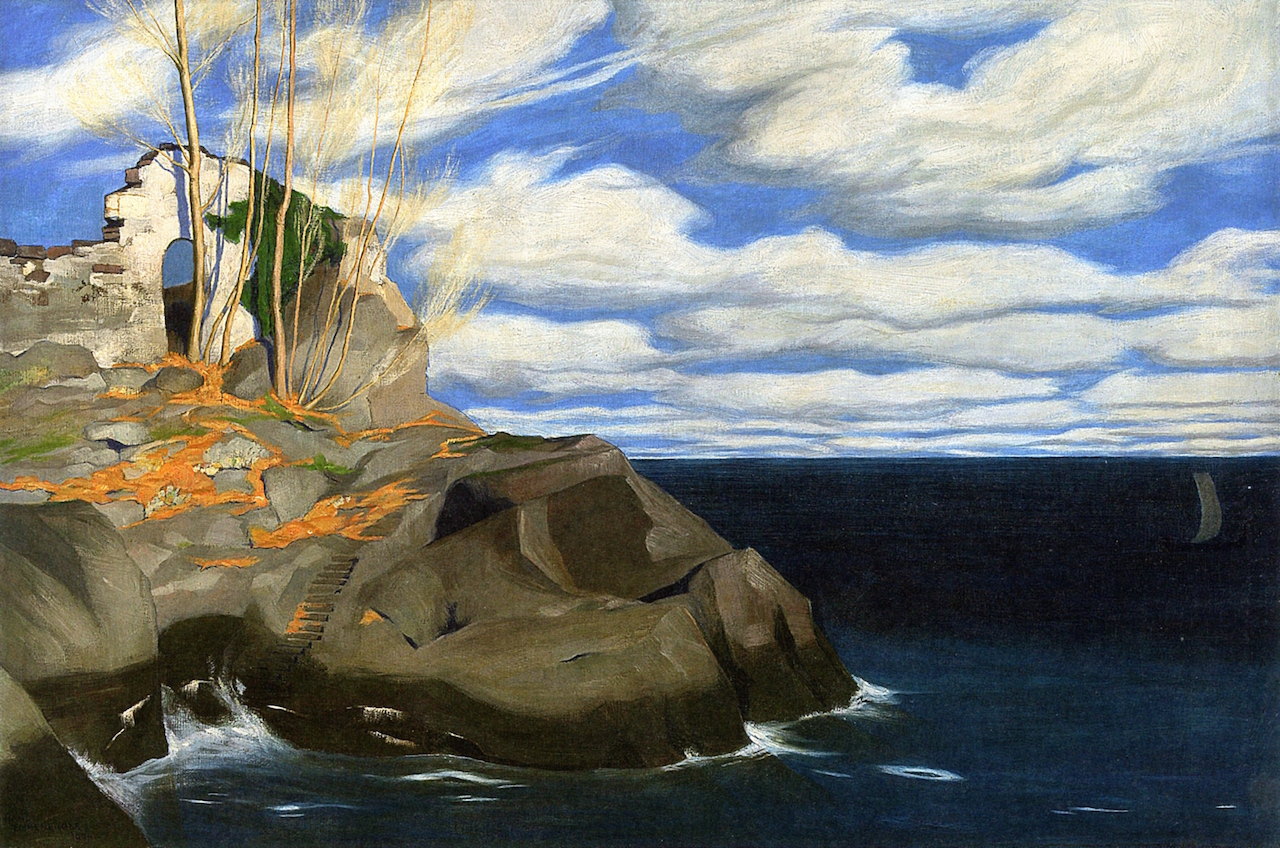
Пустынный берег (1902)
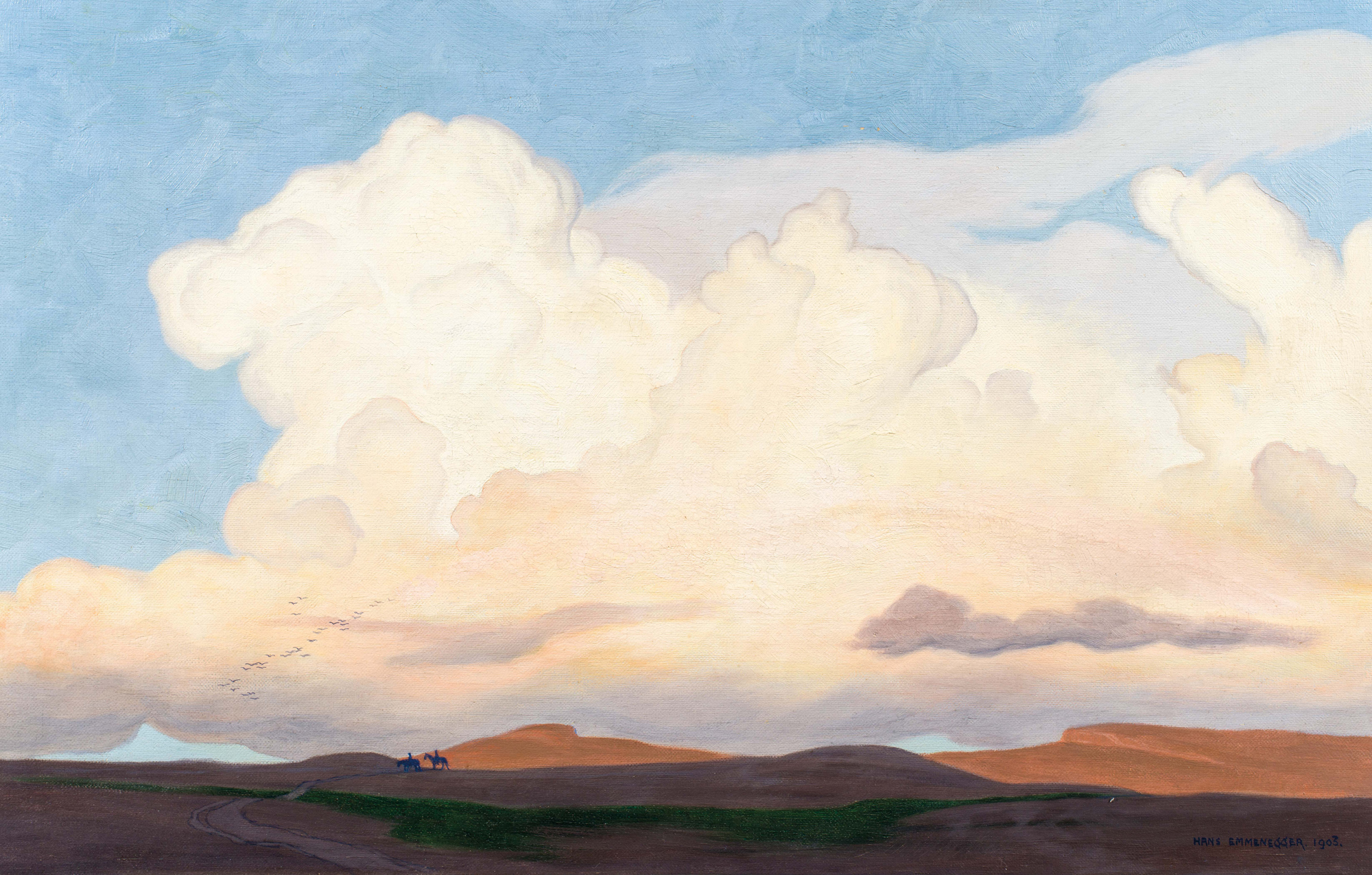
Большие облака (1903)
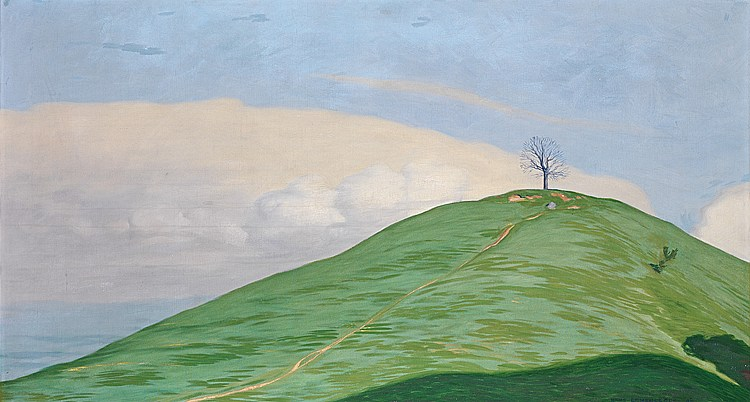
Страж в вышине (1904)
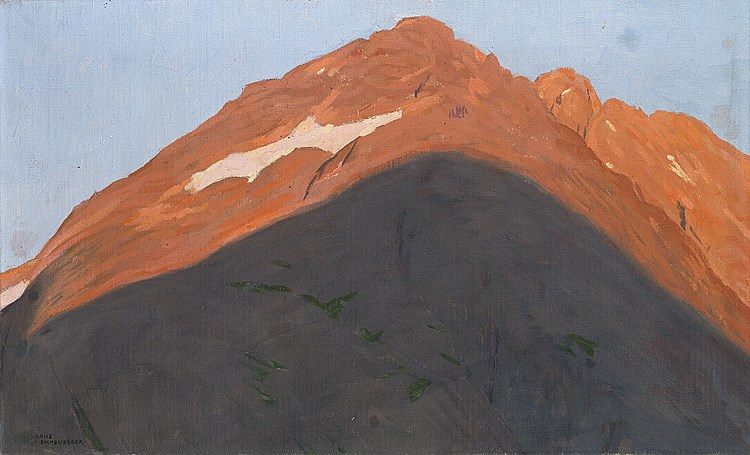
Последние лучи солнца на вершине Зустена

Начиная с 1910-х годов пейзажи Эмменеггера эволюционируют в сторону абстракции. Постоянными мотивами становятся заснеженные ландшафты, проталины, голые деревья с опавшими листьями. В эти же годы Эмменеггер создаёт многочисленные натюрморты с цветами и фруктами в стилистике, близкой к творчеству Феликса Валлотона. Цвет в его произведениях играет второстепенную роль по отношению к форме, однако художник часто прибегает к эффектным контрастам света и тени. Для пейзажей Эмменеггер использует крупный формат, тогда как в натюрмортах предпочитает миниатюрный. Он также много экспериментирует с вертикальной перспективой, которая впервые появляется в ранних его работах, возможно, под влиянием японизма, господствовавшего в Париже в годы, когда Эмменеггер обучался там живописи.
В 1915 году Эмменеггер тяжело переживает смерть друга, художника Макса Бури. В это время он уничтожает большое количество собственных картин.

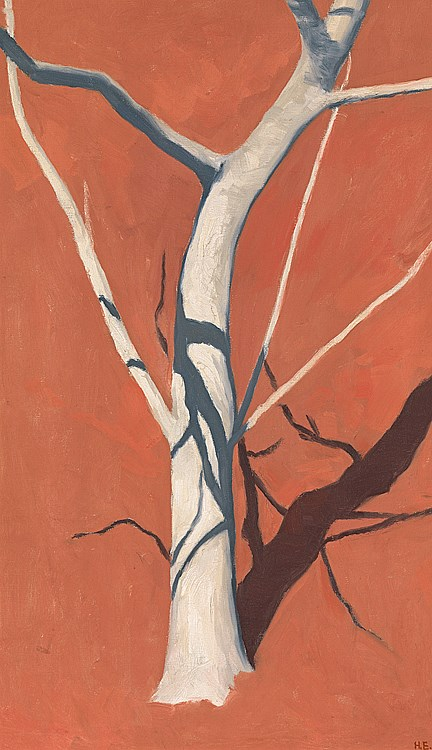
Фиговое дерево на фоне красной почвы (1911)
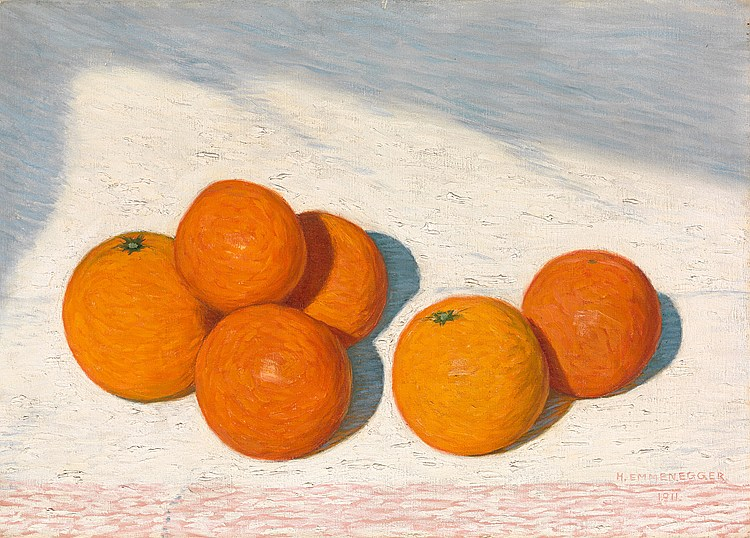
Апельсины (1911)
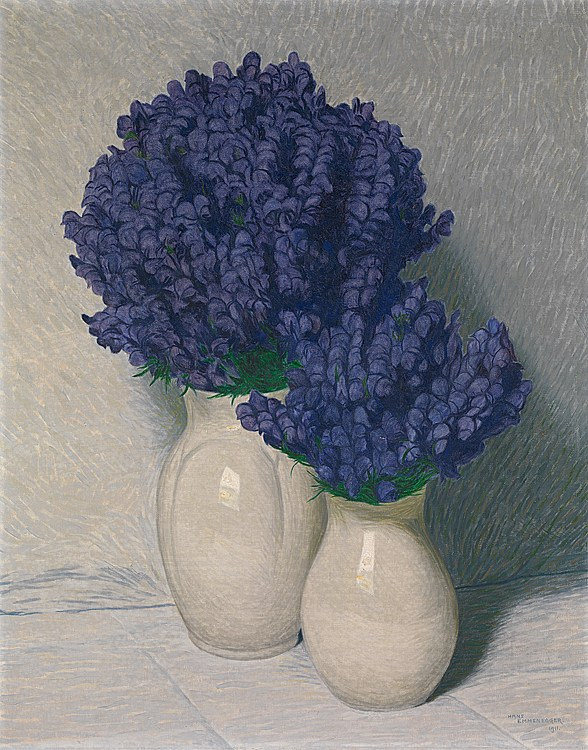
Аконит (1911)
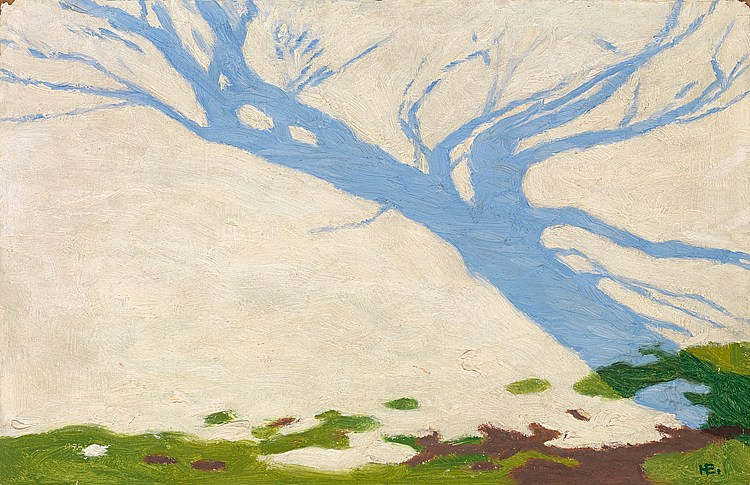
Густая тень на снегу (ок. 1915)

С 1915 года Эмменеггера увлекает проблема передачи движения средствами живописи. По аналогии с появившимися в конце XIX века хронофотографиями он разбивает, к примеру, полёт птицы на отдельные фазы, которые затем изображает на картинах. С другой стороны, сам художник подчёркивал, что его задачи и его подход к изображению движения принципиально отличаются от задач, решаемых с помощью фотографии. Он отмечал, что человеческий глаз сам по себе, без помощи технических средств, способен фиксировать лишь отдельные моменты движения (такого как взмахи крыльев летящей птицы, хаотичное кружение мотылька вокруг лампы, и т. п.). Именно эти фиксируемые невооружённым глазом фазы он и стремился запечатлеть на холсте.
Неизвестно, был ли Эмменеггер знаком с творчеством итальянца Джакомо Баллы, также стремившегося отразить в своих работах динамику движения. Во всяком случае, поиски Эмменеггера в этом направлении никак не связаны с прославлением технического прогресса, свойственным итальянским футуристам, и объясняются, скорее, его интересом к вечной изменчивости природы и задаче её запечатления.
В последние годы своей жизни художник нередко изображал тенистые уголки леса с отдельными ярко освещёнными стволами. Солнечный свет, падающий на кору, создаёт сильнейший контраст между тёмным фоном и причудливыми световыми пятнами.

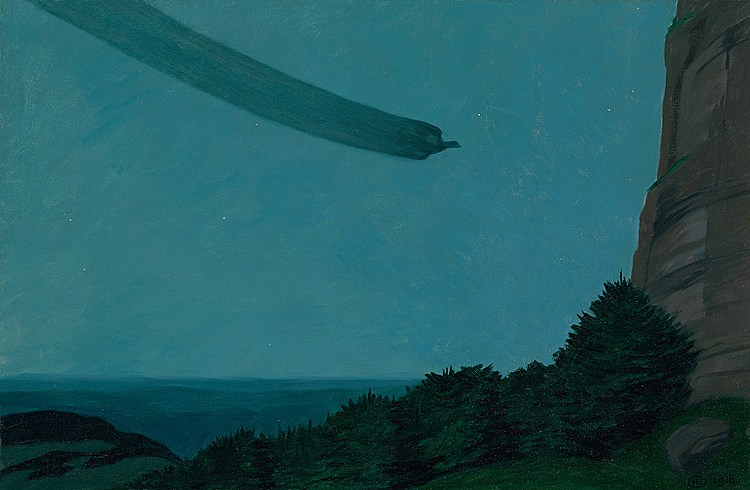
Тетерев в планирующем полёте (1915)
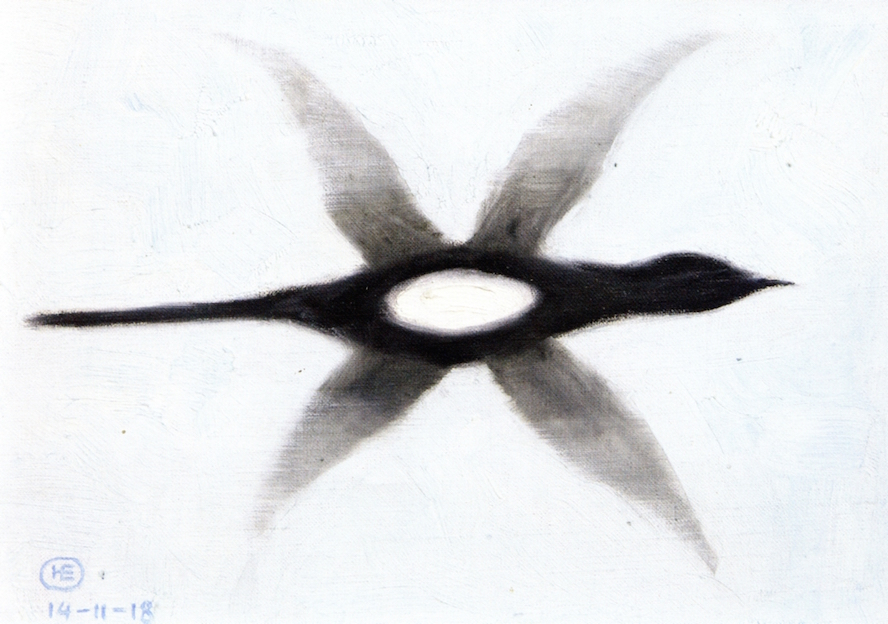
Сорока в полёте (1918)
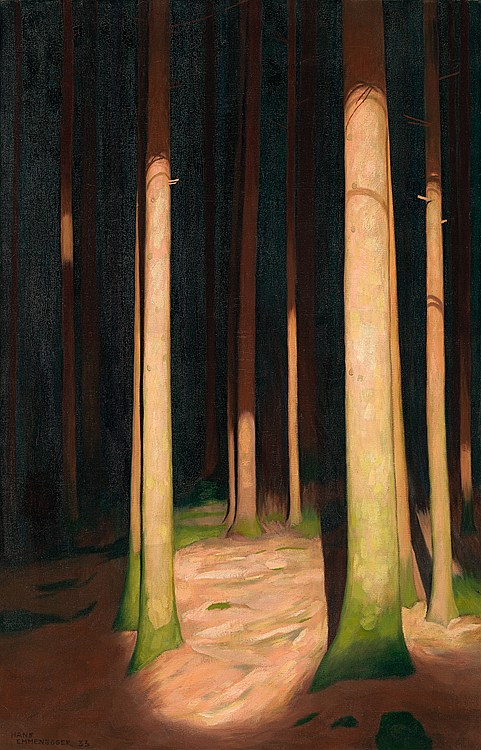
В лесной глуши (1933)
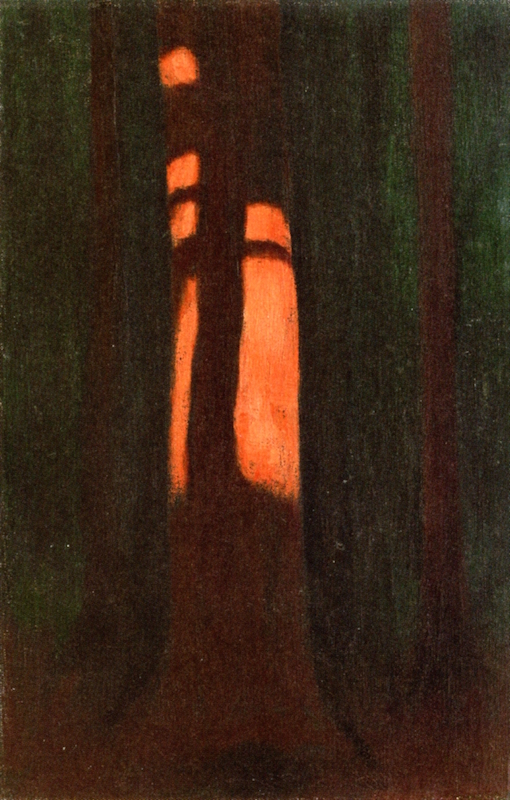
Тень на стволе (1934)

Бо́льшая часть работ Эмменеггера находится в Люцернском художественном музее и в частных коллекциях. В 1935, 1940, 1988 и 2014 годах музей проводил выставки, посвящённые его творчеству. В 2014 году демонстрировалось около 100 работ художника из государственных и частных коллекций. Одна из картин Эмменеггера — «Букет васильков» (1912) — находится в собрании Государственного Эрмитажа.